# 阿須賀神社
阿須賀神社（あすかじんじゃ）は和歌山県新宮市にある神社。熊野曼荼羅三十三ヶ所霊場の第23番。

## 由緒と歴史
阿須賀神社は、熊野川河口近くにある蓬莱山と呼ばれる小丘陵の南麓に鎮座する。古くは飛鳥社とも称された。蓬莱山は南北100メートル、東西50メートル、標高48メートルの椀を伏せたような山容で、神奈備の典型とも言うべき姿をしている。熊野速玉大社伝の「新宮本社末社総目録」に上御備・下御備の祭祀遺跡が描かれているように、古くから信仰の対象となっていたと見られる。また、もともとは陸から離れた島であったともされる。
熊野の地において熊野権現はまず神倉神社に降臨し、それから61年後に阿須賀神社北側にある石淵（いわぶち）谷に勧請されて、その時に初めて結早玉家津美御子と称したと伝えられており、熊野権現の具体的な神名がはじめて現れた場所と見なされていたことが分かる（「熊野権現垂迹縁起」）。その他、境内からは弥生時代の遺跡が発掘されており（後述）、熊野における歴史と信仰の最も古い層に関わる地として重要である。

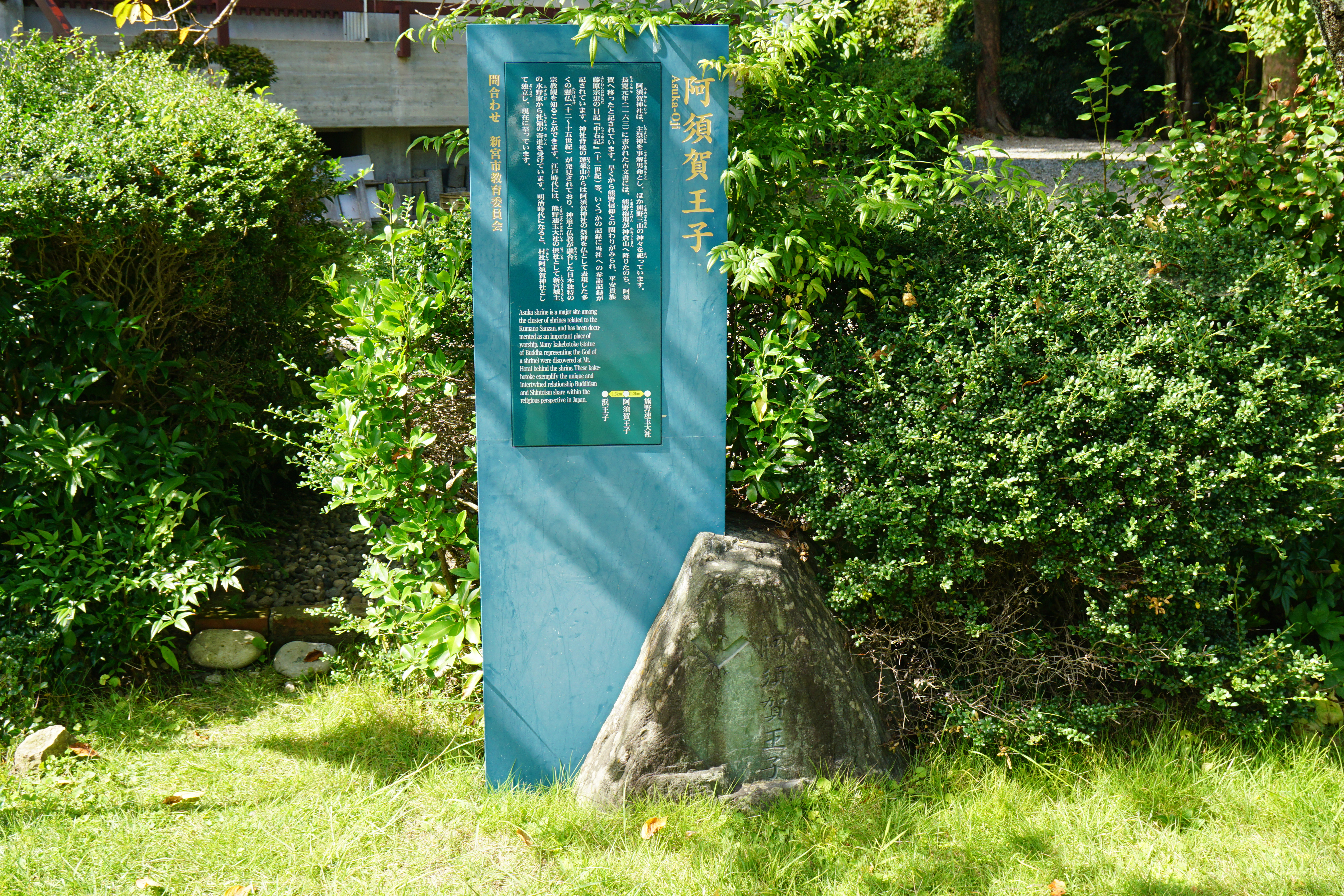
阿須賀王子跡碑

社伝によれば孝昭天皇の代の創建と伝えられる。平安時代に熊野権現の本地が確立してからは、大威徳明王を本地仏として祀った。平安時代後期から12世紀前半までの中世熊野参詣では、阿須賀神社に参詣することが常であったと見られ、『中右記』の天仁2年（1109年）10月27日条に「参阿須賀王子奉幣」と記され、熊野九十九王子の王子社（阿須賀王子）としての扱いを受けていたことが分かる。また、『平家物語』巻十には平維盛が新宮で「明日社ふし拝み」と記され、阿須賀神社への参拝が一般的なことがらであったことが認められる。
『紀伊続風土記』によれば、近世の阿須賀神社には、並宮・拝殿・御供所・鐘楼堂・四脚門・鳥居・社僧行所などがあったという。1907年（明治40年）、熊野速玉大社の末社であった八咫烏社（建角美命）・宮戸社（黄泉津道守命）などを合祀した。

## 祭神
- 事解男命（ことさかおのみこと）
- 熊野速玉大神（くまのはやたまのおおかみ）、熊野夫須美大神（くまのふすみのおおかみ）、家津美御子大神（けつみみこのおおかみ）

### 配神
- 事角見命（事角見神、たけつねのかみ）
- 黄泉津道守命（黄泉津道守神、よもつみちぬのかみ）

## 境内

### 社殿
- 本殿（木造銅板葺流造）16平方メートル

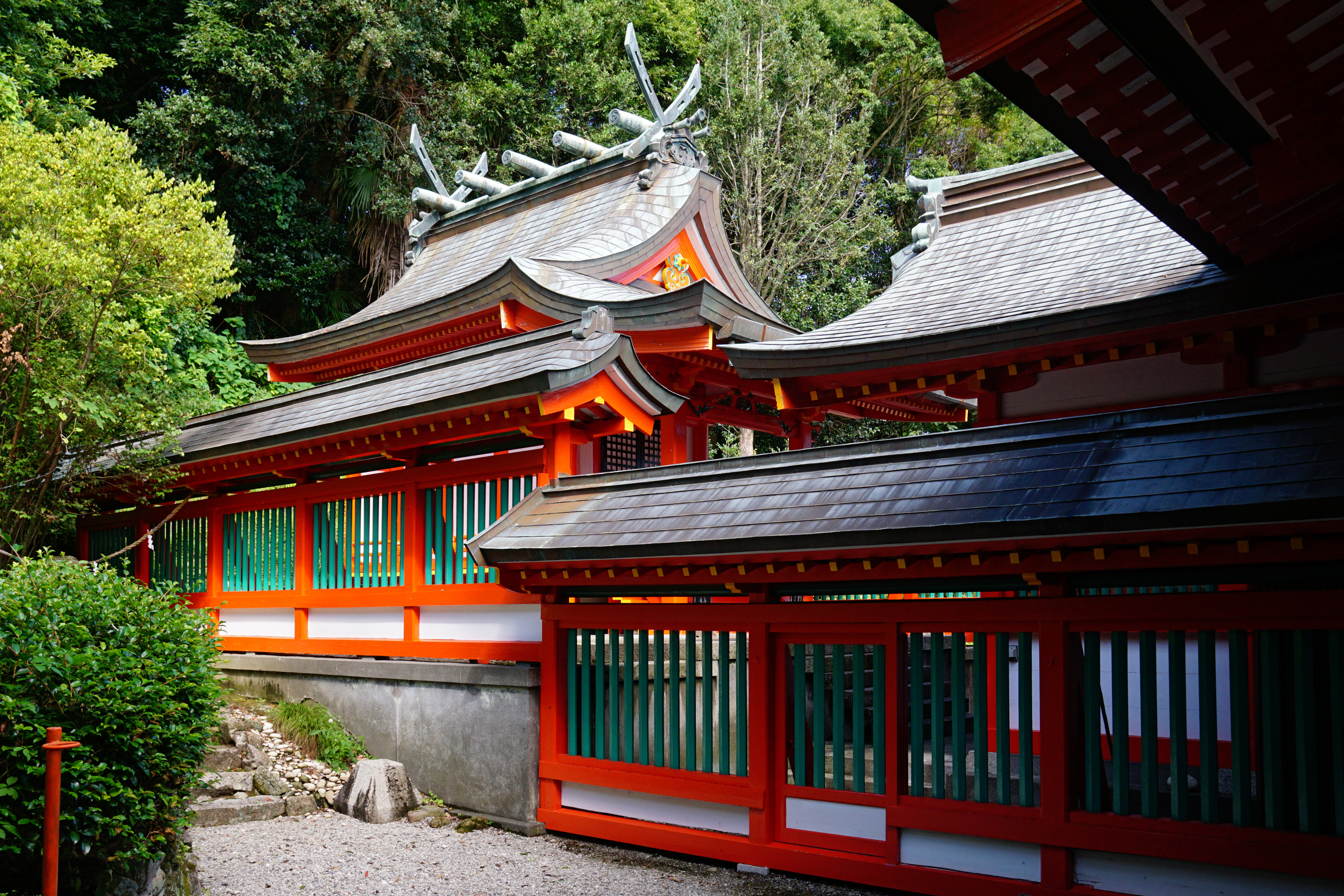
本殿

- 拝殿（木造銅板葺入母屋造）56平方メートル

### 摂末社
- 阿須賀稲荷神社（木造銅板瓦葺造）4平方メートル
- 徐福之宮（石造）0.39平方メートル
- 子安之社

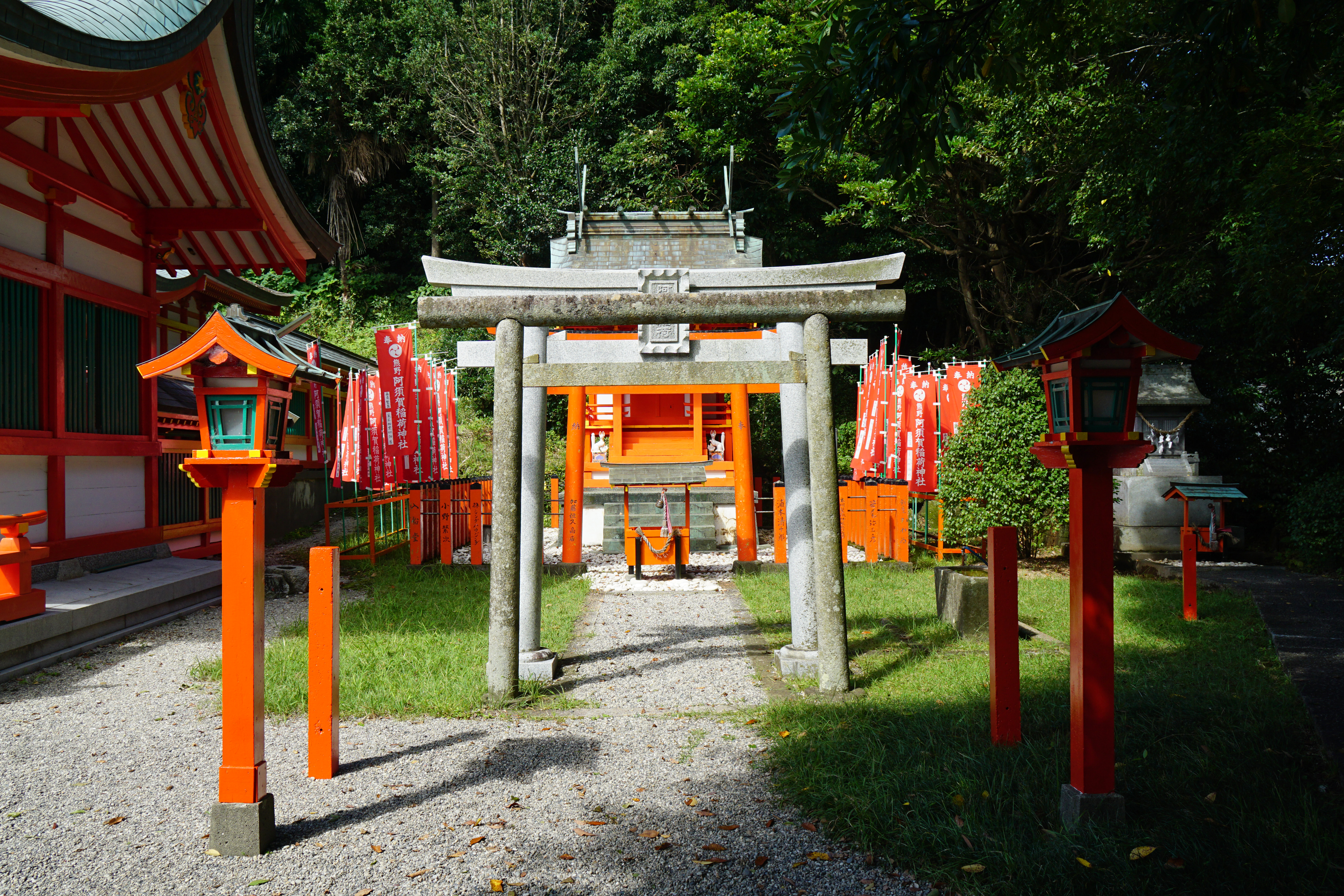
阿須賀稲荷神社
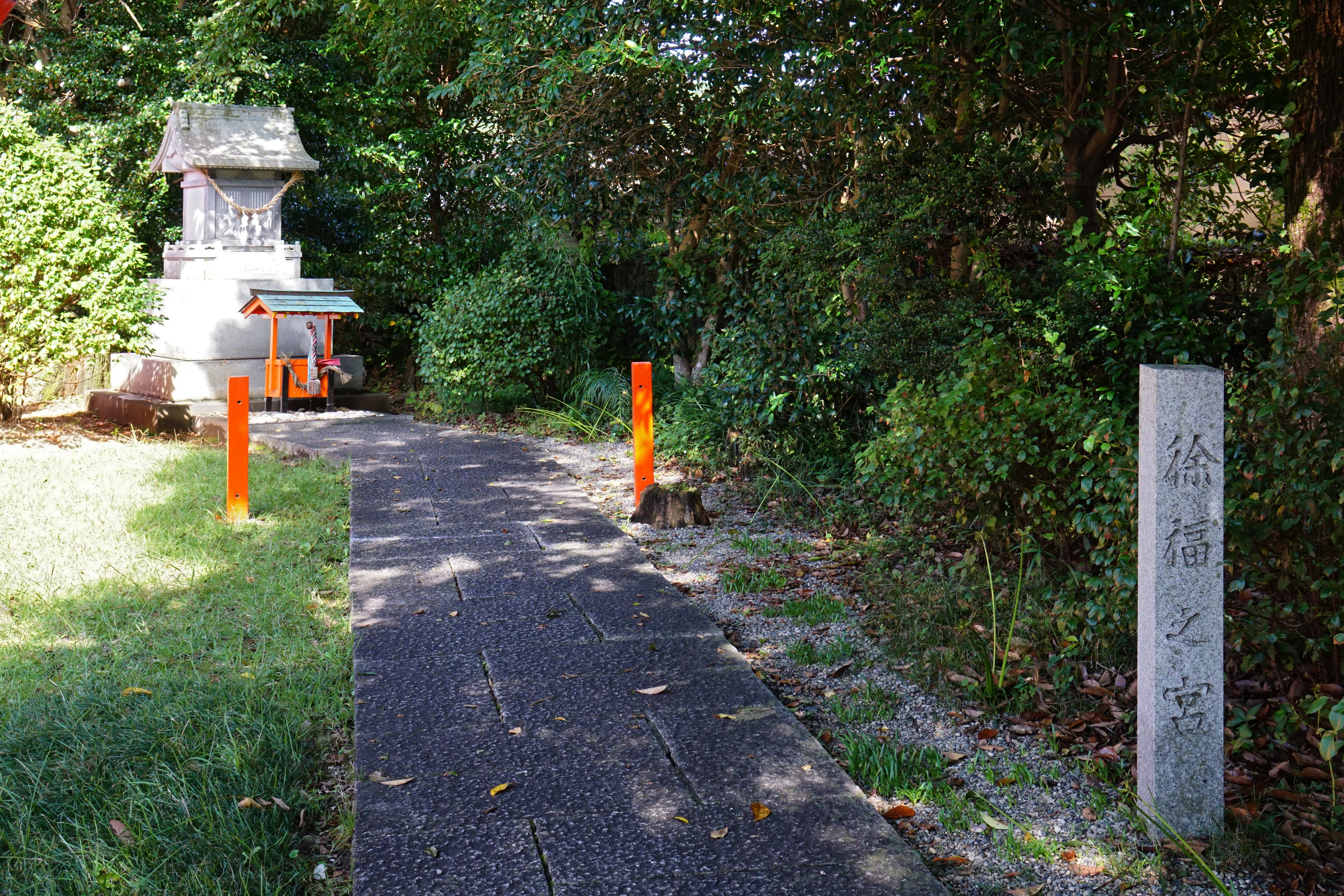
徐福之宮
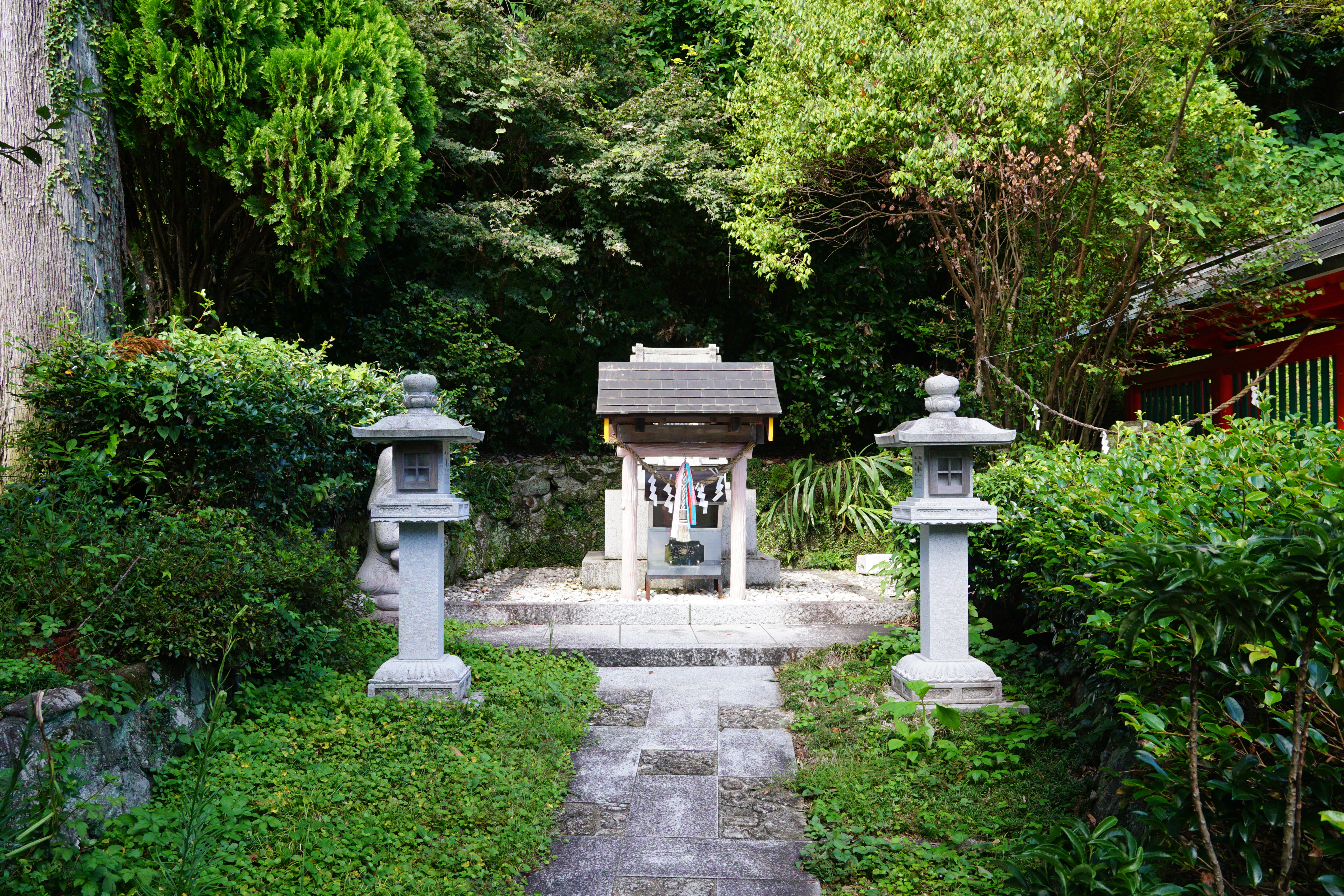
子安之社

### その他
- 社務所（1983年〈昭和58年〉新築）
- 阿須賀会館（1981年〈昭和56年〉新築）
- 新宮市立歴史民俗資料館 （1979年 〈昭和54年〉11月開館）
- 神武天皇聖蹟熊野神邑顯彰碑（1940年〈昭和15年〉11月）

## 文化財

### 重要文化財
- 和歌山県阿須賀神社境内（蓬莱山）出土品[6][7] （管理団体：新宮市[8]）
  - 御正体 193点
  - 銅鏡 2点
  - 銅仏像残欠 2点
  - 銅銭 7点
  - 金銅飾金具残欠 9点
  - 一字一石経 136点
  - 土師器皿残欠 1点
  - 附 御正体等残欠 一括

### 古神宝類
明徳元年（1390年）、足利義満が阿須賀神社の造替に際して奉納した工芸品類。熊野速玉大社の古神宝類と同類のもので、祭神の所用具として奉納された神服、調度品などの一括である。70点余ある全てが国宝に指定されている。1951年（昭和26年）、文化財保護委員会（文化庁の前身）買い取りとなり、現在は京都国立博物館に所蔵されている。

### 蓬莱山経塚

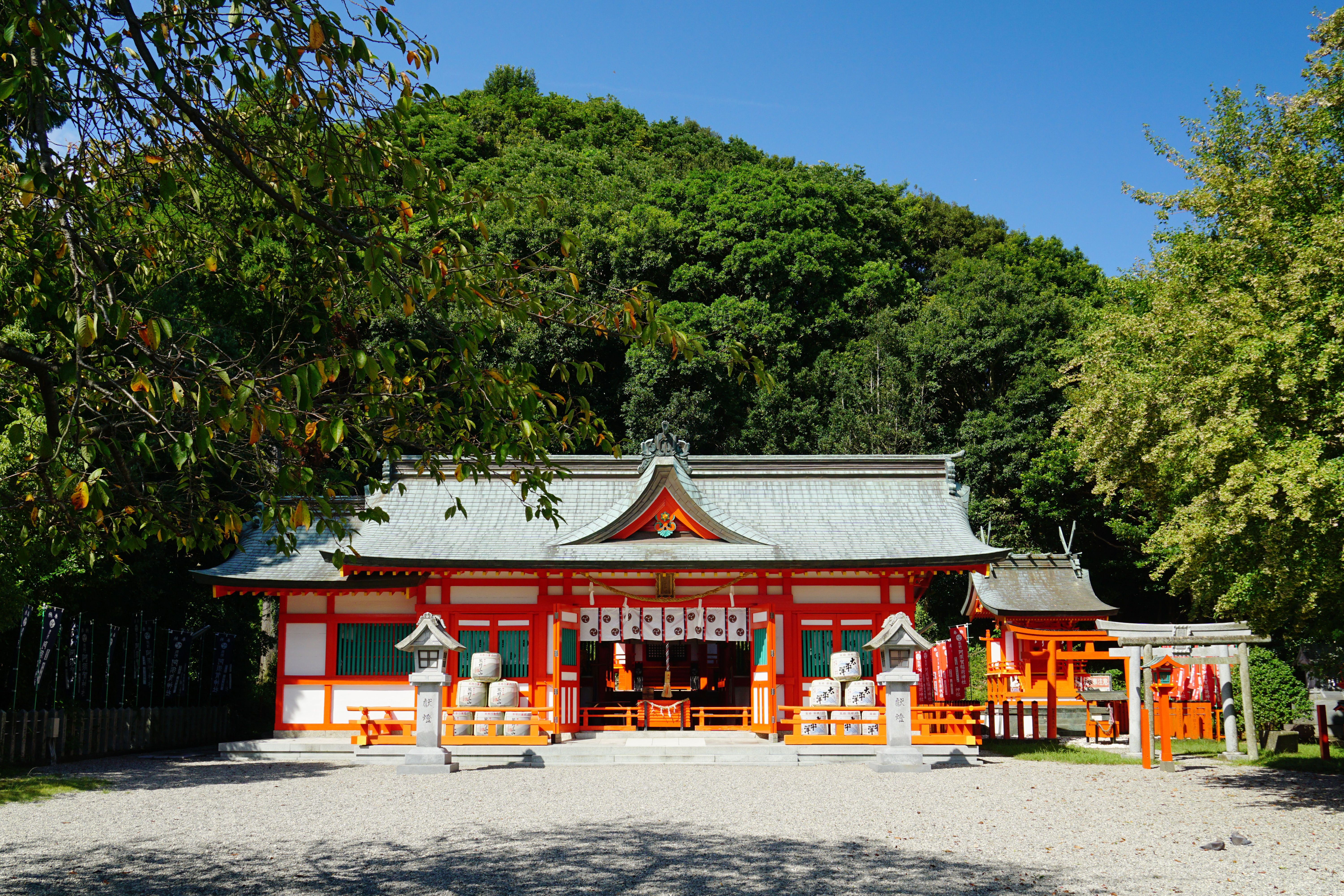
社殿背後の山が蓬莱山

蓬莱山経塚は社殿の裏側から発掘された経塚で、1960年（昭和35年）、東京国立博物館によって発掘された。出土遺物は200点余をかぞえ、陶製経甕破片、経筒残片、銅銭、和鏡、経石、貞治2年（1363年）刻銘のある銅板金具などのほか、隣接する岩室から400点以上にのぼる御正体（みしょうたい）が出土している。御正体の製作年代は様式から見て、平安時代から室町時代にかけてと見られ、平安時代4点、鎌倉時代119点、室町時代42点、不詳数点と分類されている。鏡像・懸仏の両方を含み、描画技法は墨彩、毛彫、線刻、針書、金銅鋳出など様々である。描かれているのは半数以上が阿須賀神社の本地仏である大威明徳王であるが、熊野三山の本地仏である阿弥陀如来（熊野本宮）、薬師如来（熊野新宮）、千手観音（那智）や、神倉神社の本地仏である愛染明王像等も出土している。
これら出土物はすべて東京国立博物館で整理・調査・研究されたが、1976年（昭和51年）、神社に返還された後、新宮市立歴史民俗資料館に保管されており、一般に公開されている。出土品は2019年7月23日付けで国の重要文化財に指定された。蓬莱山は和歌山県指定史跡（1958年〈昭和33年〉4月1日指定）である。

### 阿須賀神社の手水鉢
新宮城第2代城主の水野重良により寛永8年（1631年）に寄進されたもので、黒雲母花崗斑岩の巨大な一枚岩を刻んで仕上げられたものである。同様に神倉神社にも手水鉢が寄進されている。新宮市指定文化財（有形民俗文化財）として1989年（平成元年）3月25日に指定された。

### 阿須賀遺跡

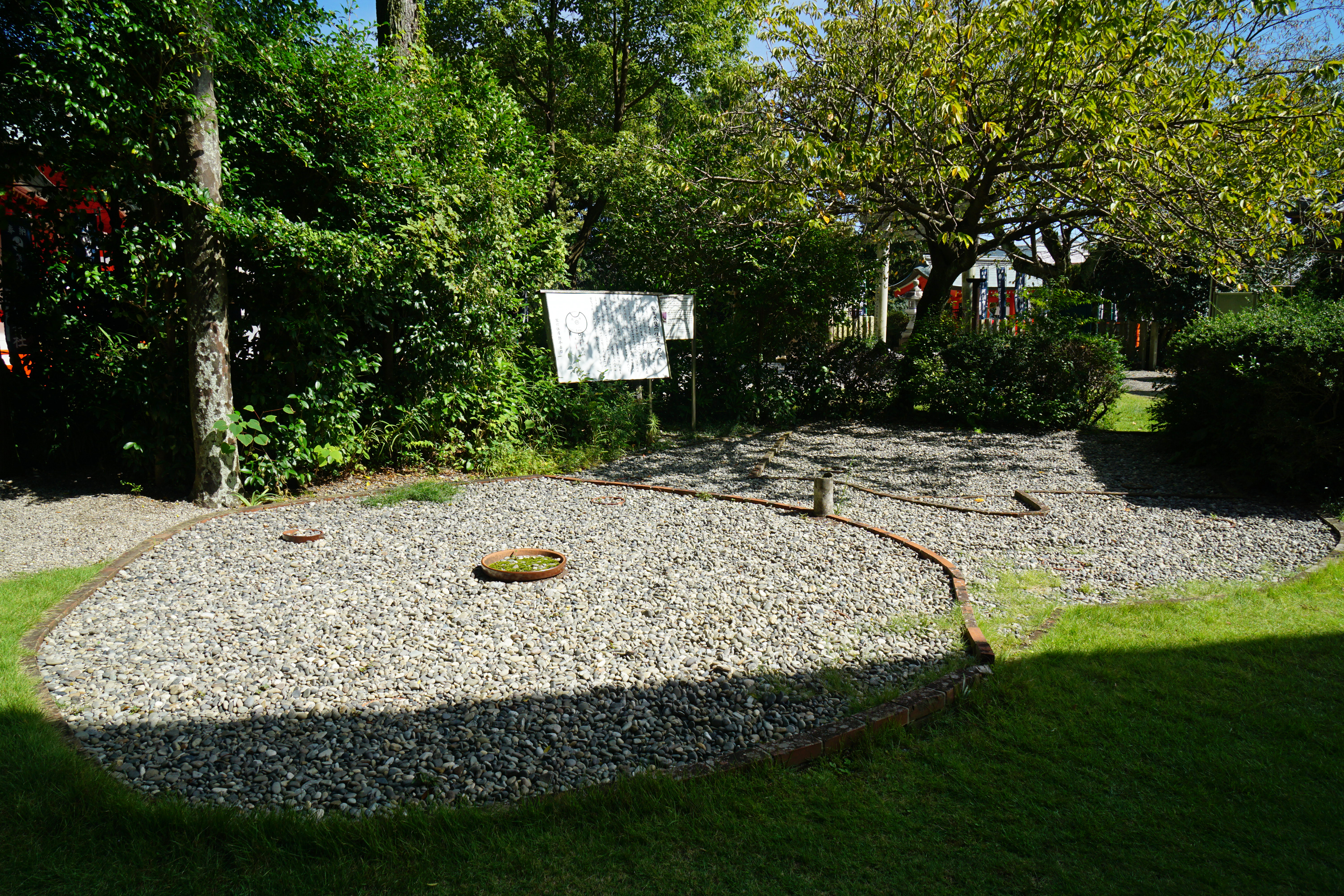
阿須賀神社境内弥生式竪穴住居跡

熊野川河口付近で発掘された遺跡群で、弥生時代から古墳時代にかけての集落跡。新宮市の文化財指定名は「阿須賀神社境内弥生式竪穴住居跡」（1978年〈昭和53年〉9月25日指定）。1954年（昭和29年）2月に地方史研究所が熊野地方で行った総合調査の一環として実施された発掘を第1次とし、1976年末、1978年（昭和53年）2月・10月、1981年（昭和56年）3月と5次にわたる発掘調査が行われている。多くは表土下1-1.5メートルの浅い地中に埋蔵されており、今後も遺物・遺跡が発見される可能性がある。
竪穴建物跡が円形3、隅丸方形1、方形6の合計10軒、掘立柱建物跡4棟が確認されているほか、弥生土器・土師器が多く、その他に臼玉・管玉などの石製品が見られる。沼沢地化した熊野川河口において、蓬莱山麓一帯のわずかな微高地に成立した農耕漁労集落と見られ、神社境内だけでなく周辺一帯の相当に広い範囲から出土品が見られることから、大規模な集落が存在していたことが推定される。市指定文化財（史跡）として、1978年（昭和53年）9月25日指定。

### 蓬莱山の社叢
阿須賀神社の社叢で、境内地後背の蓬莱山にある暖帯照葉樹林である。高木にはクス・ホルトノキ・シイなど、亜高木にはミミズバイ・シロダモ・タイミンタチバナ、低木にはイヌツゲ・アセビ・カマツカ・クチナシ、さらに林床にはセンリョウ・マンリョウ・ヤブコウジや暖地性のシダ類が繁茂している。市街地の中にありながら、豊富な植物相を持つ点で貴重な森である。市指定天然記念物（植物群落）として、1989年（平成元年）3月25日指定。

### 阿須賀神社のテンダイウヤク
テンダイウヤク（天台烏薬）はクスノキ科クロモジ属の常緑低木で、中国から薬用として伝来したといわれている。静岡県・三重県・和歌山県・大阪府・京都府・奈良県および九州地方の一部に野生化した品種の繁殖が確認されている。新宮市には徐福渡来伝説が伝えられ、徐福が求めた不老不死の妙薬がテンダイウヤクであるとされることから特に珍重される。特に蓬莱山は徐福がテンダイウヤクを採取した所であるとされ、神社境内にも植栽されている。テンダイウヤクは本来は低木であるが、阿須賀神社のものは樹高3メートルにおよぶ古木の株もあることから貴重なものである。市指定天然記念物（栽培・種分類群）として、1989年（平成元年）3月25日指定。

### 神像
阿須賀神社には旧国宝（文化財保護法における「重要文化財」に相当）の神像3体（速玉神坐像、夫須美神坐像、奇御食神（くしみけのかみ）坐像があったが、1945年7月17日に戦災で焼失した。これらの神像は1897年（明治30年）、古社寺保存法による第1回の国宝指定時に指定されたものであった。なお、神像の写真は残っていない。

## 新宮市立歴史民俗資料館
境内に建設された新宮市立の博物館。蓬莱山経塚や阿須賀遺跡の出土品のほか、新宮城や熊野信仰などに関する展示品、竪穴住居（1976年〈昭和51年〉4月復元）などがある。

## アクセス
- JR紀勢本線新宮駅より徒歩約10分

## 周辺
- 宮井戸遺跡 - 阿須賀神社社有地
- 徐福上陸之地
- 新宮城